# Biographien und Bilder aus 575 Jahren Cloppenburger Stadtgeschichte
Biographien und Bilder aus 575 Jahren Cloppenburger Stadtgeschichte, kurz Biographien und Bilder genannt, ist ein Nachschlagewerk zur Ortsgeschichte der Stadt Cloppenburg und teils zu umliegenden Bauerschaften. Die 750 Seiten umfassende Schrift erschien 2010 anlässlich des 575sten Jubiläums der im Jahr 1435 verliehenen Stadtrechte Cloppenburgs. Der Schwerpunkt des 180 Beiträge umfassenden Werkes liegt insbesondere auf Biografien verstorbener Cloppenburger des 19. und 20. Jahrhunderts.
Die Inhalte des 2011 im Aschendorff Verlag in Münster unter der ISBN 978-3-402-12816-9 erschienenen Werkes wurden vor allem auf Vorschlag von Bürgern und Bürgerinnen Cloppenburgs und dann durch rund 125 „Hobby-Autoren“ und -Autorinnen erarbeitet. Deren Texte beschreiben daher im Wesentlichen solche Cloppenburger Persönlichkeiten „die sich im kollektiven und persönlichen Bewusstsein positiv eingeprägt haben.“ Daher fehlen „lokale NS-Größen wie etwa [...] der NS-Kreisleiter Willi Meyer-Wendeborn“; für solche wurden weder Vorschläge aus der Bevölkerung eingereicht „noch fanden sich Autoren, die sich bereit erklärten, über NS-Funktionäre der Jahre 1933 bis 1945 zu schreiben.“
Obwohl auch die Region Cloppenburg „vor der Emanzipation stark von Männern dominiert“ wurde, konnten schließlich 25 Frauen-Biographien im Buch Aufnahme finden.
Neben den Einzeldarstellungen von Lebensgeschichten enthält die Schrift zudem Übersichten aller Bürgermeister und Stadtdirektoren ab dem Jahr 1435, Amtshauptmänner, Landräte, Oberkreisdirektoren und Ehrenbürger sowie Darstellungen beispielsweise zur Ackerbürgerstadt und deren Wirtschaftsgeschichte, Abhandlungen zu bekannten Cloppenburger Familien, katholischen und evangelischen Kirchengemeinden und Franziskanerinnen und Beschreibungen von Schicksalen jüdischer Familien insbesondere zur Zeit des Nationalsozialismus.
Die durch Laien verfassten Texte wurden in knapp zweijähriger Arbeit durch die bei der Universität Vechta forschenden Herausgeber Maria Anna Zumholz und Michael Hirschfeld zum Teil gekürzt und überarbeitet, um wissenschaftlichen Ansprüchen zu entsprechen.
Für die 180 Illustrationen des Buches sichtete der Heimatforscher und Mitherausgeber Klaus Deux rund 8000 Dias aus dem Nachlass von Hans Hochartz, von denen 50 in den Biographien und Bilder[n ...] Verwendung fanden.
Die Biographien und Bilder wurden Anfang Dezember 2010 im Ratssaal des Cloppenburger Rathauses während einer Feierstunde im Beisein des Großteils der Autoren und Autorinnen sowie Vertretern aus Politik und Verwaltung „erstmals der Öffentlichkeit vorgestellt.“
Das Nachschlagewerk wurde 2022 deutschlandweit unter anderem von mehr als fünf überregional tätigen Bibliotheken und Bibliotheksverbänden für Interessierte vorgehalten.